# Гаспарян Ігор Грачикович
Ігор Грачикович Гаспарян (нар. 6 серпня 1974, Свердловськ, Ворошиловградська область, Українська РСР) — український та російський актор.

## Біографія
Народився 6 серпня 1974 року в Свердловську Ворошиловградської області УРСР, в звичайній сім'ї. За національністю — вірменин. Має коріння в Арцасі (Нагірний Карабах), де живуть багато родичів Ігоря. Батько — Грачик Гаспарян (нар. 1948) служив у Сахаліні з 1966 по 1967 рік, працював водієм на самоскиді. Мати працювала лаборанткою у кабінеті флюорографії. Сестра — співачка, працює в клубах.
З ранніх років активно займався греко-римською боротьбою. Був членом збірної Луганської області та у 1990 році став срібним призером чемпіонату України. Пізніше займався пауерліфтингом, виконав норматив кандидата у майстри спорту. Виступав на змаганнях з бодібілдингу.
У шкільні роки мріяв стати актором, любив дивитися індійські та радянські фільми, брав участь у КВК. Після школи намагався вступити до Київського національного університету театру, кіно та телебачення імені Івана Карпенка-Карого, але його не взяли через низький зріст — 1,48 см при вазі 56 кг.
1992 року вступив до Луганського коледжу культури та мистецтв на акторський факультет (керівник В. М. Москалюк), який закінчив 1996 року (з перервою на службу в армії). З 1996 по 1998 рік працював тренером з греко-римської боротьби і водночас вів театральний шкільний гурток.
2001 року приїхав до Москви. Там до 2003 року працював двірником в Московському технологічному університеті (МІТХТ). 2003 року прийшов на кіностудію «Мосфільм», де хотів влаштуватися вантажником чи двірником, але таких вакансій не було. Пізніше Ігор побачив оголошення про набір масовки для фільму Карена Шахназарова «Кінь Блідий», який пізніше став називатися «Вершник за іменем Смерть».
Ігор згодився, не маючи портфоліо (на той момент він не знав такого слова), його запросили на зйомки фільму «Вершник за іменем Смерть», де він знявся в епізоді в ролі нафтового магната. 2004 року став актором театру-студії «Палладіум».
За цим проектом послідував кримінальний серіал «Боєць», після якого Ігоря почали впізнавати на вулицях. Але проектом, який розділив кар'єру актора, виявився серіал «Студенти», актору пропонували співпрацю.
2007 року знявся в комедійному серіалі «Солдати». Перевтілення в рядового Сократа Погосяна, який дослужився до єфрейтора та сержанта, принесло широку популярність. А після трагікомедії «Зображуючи жертву» з актором познайомилася інтелігентна публіка.
У наступні роки у фільмографії актора з'явилися нові проекти «Фізрук», «Останній з Магікян», «Пекар і красуня», «Ульотний екіпаж». Ігор з'являвся і в кількох випусках скетч-шоу «Даєш молодь!», перетворившись на Тофіка, друга та напарника маршрутника Рафіка Гаджієва. Серед цих робіт — комедійні та драматичні серіали, де Ігор продовжив грати в невеликих ролях.

## Особисте життя
До 30 років у Ігоря не було серйозних стосунків. Він випадково знайшов у соцмережах колишню однокласницю Аллу, яка працює стюардесою та живе у Москві. Після кількох зустрічей вони вирішили не розлучатися.
2008 року вони одружилися. 23 лютого 2009 року у них народився син Всеволод. Шлюб протривав 8 років, у листопаді 2016 року вони розлучилися: «Так сталося, що ми не змогли жити разом. Першою про розлучення заговорила Алла, і я не став її утримувати. Ми розлучилися без ворожнечі, спілкуємося як близькі люди, я зустрічаюся із сином. До речі, Алла знову одружилася, і я щиро бажаю їй щастя. Сам же я зараз поки що в пошуку».
Всеволод грає в шахи та на гітарі. Сам Ігор продовжує займатися спортом та відвідує фітнес-клуб Universe, працюючи з тренером Оленою Мухановою. Ігор любить тварин, в будинку живе кіт Умка (перший помер 2011 року, а другий 17 січня 2022 року). Ігор публікує в Інстаграмі відео, на яких Умка зображений у кумедних ситуаціях. Комічний ефект посилюють підібрані Ігорем для цих роликів композиції. На зйомках Ігор підгодовує тварин, які приходять до знімальної групи, причому готує для них самостійно. У жовтні 2023 року у Ігоря з'явився безпородний пес Малюк, який оселився біля під'їзду будинку в Івантіївці, де зараз живе Ігор. Актор також допомагає людям, стаючи донором крові.
У серпні 2023 року Ігор опублікував відео із лікарняної палати, у якому розповів, як потрапив до лікарні через силові навантаження. Крім того, він зазначив, що стоїть питання про те, щоб «зберегти ногу, ходити нормально і не бути інвалідом». За його словами, після консультації з нейрохірургом він дізнався, що необхідно провести операцію, щоб видалити ряд гриж. Також Ігор розповів, що можливо вдасться обійтися без оперативного втручання. При цьому актор заявив, що займатися спортом так само, як раніше, у нього не вийде. Але припиняти зайняття він не збирається (планує фізкультуру). Опис до відео актор завершив фразою «Сало — сила, спорт — могила».
Виступає проти вторгнення Росії на Україну.

### Захоплення
Озвучує (синхронно), співає, танцює, грає на гітарі, пише вірші, володіє англійським та українським мовами, має права B-категорії, займається катанням на ковзанах, спортивною гімнастикою, стійкою та хотьбою на руках, флягами, перекидами, падіннями, ефектними вправами на перекладині, жонглюванням трьома предметами.

## Творчість

### Ролі у театрі

#### Луганський коледж культури та мистецтв
- 1994 — Спектакль «Отелло» (комедійна пародія) — Отелло

#### Театр-студія «Палладіум»
- 2004 — Дитячий спектакль «Солом'яний бичок» — Бичок
- 2004 — Дитячі народні уявлення

#### Театр «NAKARAM» імені Анатолія Зарембовського
- 2005 — Спектакль «Міна Мазайло» (режисер Анатолій Зарембовський) — Аренський, комсомолець[9]

#### Театр «Співдружність акторів Таганки»
- 2007 — Спектакль «Переполох в голубнику» (за однойменною п'єсою Жана Пуаре) (режисер Ніна Чусова) — Бабу, слуга[10]

#### Театрально-концертний центр «Нове мистецтво»
- 2013 — Спектакль «Нареченого будь-якою ціною» (Одруження у комуналці, або Комедія радянських часів) (режисер Роберт Манукян) — Олександр, ветеринар[11]

#### Московський театр «Школа сучасної п'єси»
- 2023 — Спектакль «Година тиши» (за однойменною п'єсою Флоріана Зеллера) (режиссер Володимир Устюгов) — Лео, гастарбайтер[12]

### Ролі у кіно
| Рік       |   | Назва                                                        | Роль                                                            |    |
| --------- | - | ------------------------------------------------------------ | --------------------------------------------------------------- | -- |
| 2003      | с | Батьківщина чекає (Росія, Узбекистан)                        | ув'язнений                                                      | ру |
| 2004      | с | Боєць                                                        | Рубік, зек (немає в титрах)                                     | ру |
| 2004      | ф | Вершник за іменем Смерть                                     | нафтовий магнат (немає в титрах)                                | ру |
| 2004      | с | Дзісай                                                       | товариш по чарці                                                | ру |
| 2004      | ф | Нічний дозор                                                 | водій-кавказець (немає в титрах)                                | ру |
| 2004      | ф | Змотуйте вудки                                               | Гавайка                                                         | ру |
| 2004      | с | Тобі, який мене не знав                                      | Сурен, господар намету                                          | ру |
| 2004      | ф | Чудова долина                                                | кухар                                                           | ру |
| 2004—2013 | с | Кулагін та партнери                                          | тренер з карате                                                 | ру |
| 2005      | с | Зона                                                         | Кріпиш, відморозок із «прес-хати»                               | ру |
| 2005      | ф | Марсіанські хроніки. Глава 34. Частина I (не було завершено) | Гормон, злодій-барсеточник                                      | ру |
| 2005      | с | Моя чудова няня                                              | відвідувач бару (60 серія «Слово не горобець»)                  | ру |
| 2005      | ф | Від 180 і вище                                               | кавказець в аеропорту                                           | ру |
| 2005      | с | Полювання на асфальті                                        | п'яниця                                                         | ру |
| 2005      | ф | Нічний базар                                                 | водій-кавказець (немає в титрах)                                | ру |
| 2005      | с | Студенти-1                                                   | Емірхан, студент                                                | ру |
| 2006      | с | Онук космонавта                                              | другий кавказець                                                | ру |
| 2006      | с | Дівчата                                                      | водій                                                           | ру |
| 2006      | ф | Здрастуйте, я ваше тато!                                     | бандит                                                          | ру |
| 2006      | ф | Зображуючи жертву                                            | Тахір Закіров                                                   | ру |
| 2006      | с | Хто в домі господар?                                         | епізод (64 серія «Милі лаються…»)                               | ру |
| 2006      | ф | Ненормальна                                                  | продавець квітів                                                | ру |
| 2006      | ф | Патруль                                                      | охоронець у порту                                               | ру |
| 2006      | с | Російський засіб                                             | Микола, злодій                                                  | ру |
| 2006      | с | Зробка                                                       | епізод                                                          | ру |
| 2006      | с | Студенти-2                                                   | Емірхан, студент                                                | ру |
| 2006      | с | Студенти International                                       | Емірхан, студент                                                | ру |
| 2006      | с | Сищики-5                                                     | Ігор, актор (Фільм №4 «Бий першим»)                             | ру |
| 2006      | ф | Танкер Танго                                                 | епізод                                                          | ру |
| 2006      | с | Викрадення                                                   | Скелет, бандит (6 серія «Лікар „Швидкість”»)                    | ру |
| 2006      | ф | Хоттабич                                                     | раб-невільник                                                   | ру |
| 2006—2008 | с | Проклятий рай                                                | VIP-гість борделю                                               | ру |
| 2006—2009 | с | Клуб                                                         | Магомед, заправник                                              | ру |
| 2007      | с | Бальзаківський вік, або Усі мужики сво...-3                  | таксист (2 серія)                                               | ру |
| 2007      | с | Бурова                                                       | Рашид, буровик                                                  | ру |
| 2007      | ф | Джоконда на асфальті                                         | епізод                                                          | ру |
| 2007      | ф | Милосердний                                                  | Ханурик                                                         | ру |
| 2007      | с | Сильніше за вогонь (Двоє і війна) (Україна, Росія)           | боєць (немає в титрах)                                          | ру |
| 2007      | с | Солдати-13                                                   | Сократ Ованесович Погосян, рядовий                              | ру |
| 2007      | с | Солдати. Новий рік, твою дивізію!                            | Сократ Ованесович Погосян, рядовий                              | ру |
| 2007      | с | Приватне замовлення                                          | Равіль, мент                                                    | ру |
| 2007      | ф | Гітлер капут!                                                | Гарік, інженер                                                  | ру |
| 2007      | с | Золото Трої                                                  | борець                                                          | ру |
| 2008      | ф | Попелюшка 4х4. Усе починається з бажань...                   | Соловей-розбійник / Соловей Одихматійович                       | ру |
| 2008      | с | Кримінальне відео                                            | режисер порностудії (Фільм №3 «Список Мухіна») (немає в титрах) | ру |
| 2008      | с | Своя правда                                                  | Мустафа, торговець (немає в титрах)                             | ру |
| 2008      | с | Солдати-14                                                   | Сократ Ованесович Погосян, рядовий                              | ру |
| 2008      | с | Солдати-15. Новий призив                                     | Сократ Ованесович Погосян, єфрейтор                             | ру |
| 2009      | с | В гонитві за щастям                                          | Руслан Ахадович, господар магазину, наркоторговець              | ру |
| 2009      | с | Солдати-16. Дембель неминучий                                | Сократ Ованесович Погосян, єфрейтор-контрактник                 | ру |
| 2009      | ф | Людина, яка знала все                                        | Руслан, господар магазину                                       | ру |
| 2009      | ф | Людина з бульвару КапуциноК                                  | сценарист                                                       | ру |
| 2010      | ф | А мама краще!                                                | сексопатолог                                                    | ру |
| 2010      | ф | Блюз-кафе                                                    | епізод                                                          | ру |
| 2010      | с | Застиглі депеші                                              | провідник потягу (2 серія) (немає в титрах)                     | ру |
| 2010      | с | Москва. Центральний округ-3                                  | епізод (Фільм №2 «Допоможіть, пох...»)                          | ру |
| 2010      | ф | Наша Russia. Яйца долі                                       | епізод                                                          | ру |
| 2010—2011 | с | Як я зустрів вашу маму                                       | Давид, таксист                                                  | ру |
| 2010      | ф | Не треба засмучуватися                                       | Аслан, ринковий мафіозі з м'яса                                 | ру |
| 2010—2012 | с | Втеча (Втеча з в'язниці)                                     | епізод                                                          | ру |
| 2010      | с | Сивий мерін                                                  | Галеонкарант, міліціонер                                        | ру |
| 2011      | ф | Ключ до успіху (Україна)                                     | Мамед                                                           | ру |
| 2011      | ф | Мантикора                                                    | Джордж                                                          | ру |
| 2011      | с | Небесний суд                                                 | людина-скафандр                                                 | ру |
| 2011      | ф | Новорічна SMSка                                              | покупець                                                        | ру |
| 2011—2012 | с | Молодята                                                     | Гарік                                                           | ру |
| 2012      | ф | Ржевський проти Наполеона                                    | епізод                                                          | ру |
| 2012      | с | Дід Іван і Санька                                            | танцюрист                                                       | ру |
| 2012      | с | Щоденник доктора Зайцевої-2                                  | брат Лейли                                                      | ру |
| 2012      | ф | Шукачі пригод                                                | Сейф                                                            | ру |
| 2012      | ф | Мексиканський вояж Степанича                                 | таксист                                                         | ру |
| 2012—2013 | с | Татусеві доньки. Супернаречені                               | таксист (393 серія)                                             | ру |
| 2013      | с | Петля часу                                                   | гастарбайтер                                                    | ру |
| 2013      | с | Зниклі безвісти                                              | Алік (14 серія «Фігурне катання»)                               | ру |
| 2013      | с | Розшук-2                                                     | Самсон, барига (1 серія)                                        | ру |
| 2013      | с | Солдати. Знову в строю                                       | Сократ Ованесович Погосян, сержант                              | ру |
| 2013      | ф | Грішники доріг (короткометражний, Україна)                   | головний негідник                                               | ру |
| 2013—2015 | с | Останній з Магікян                                           | гість з Єревану                                                 | ру |
| 2014      | с | 1001                                                         | епізод                                                          | ру |
| 2014      | ф | Випускний                                                    | капітан                                                         | ру |
| 2014      | ф | Кавказька полонянка!                                         | поліцейський                                                    | ру |
| 2014      | с | Московський хорт                                             | Руслан, господар кафе                                           | ру |
| 2014      | ф | На дні                                                       | Татарин                                                         | ру |
| 2014      | с | Небесний суд. Продовження                                    | Тіло, костюм, у якому повертаються у світ живих                 | ру |
| 2014      | с | Поворот навпаки                                              | Анзор                                                           | ру |
| 2014      | ф | Повний вперед!                                               | Гаспарян                                                        | ру |
| 2014      | ф | Кримінальний блюз                                            | продавець ювелірного магазину                                   | ру |
| 2014—2016 | с | Солодке життя                                                | менеджер ресторану                                              | ру |
| 2014—2017 | с | Фізрук                                                       | автомеханік                                                     | ру |
| 2015      | ф | 30 побачень                                                  | маленький узбек                                                 | ру |
| 2015      | ф | Без кордонів                                                 | епізод                                                          | ру |
| 2015      | с | Дах світу                                                    | Ашот, таксист                                                   | ру |
| 2016      | ф | Ялинки 5                                                     | продавець ялинок                                                | ру |
| 2016      | ф | Наречений                                                    | продавець шаурми                                                | ру |
| 2016      | ф | Не весільна подорож                                          | водій                                                           | ру |
| 2016      | ф | Будь моїм продюсером!                                        | епізод                                                          | ру |
| 2016      | ф | Шуба                                                         | Арчибальд                                                       | ру |
| 2016      | с | Світлофор                                                    | Алік, автослюсар                                                | ру |
| 2017      | ф | Як Вітька Часник віз Льоху Штиря в дім інвалідів             | Колдир                                                          | ру |
| 2017      | ф | Любов і Сакс                                                 | Гоша, офіціант                                                  | ру |
| 2017      | ф | Пес рудий (Білорусь, Росія, США)                             | механік                                                         | ру |
| 2017      | ф | Танці на висоті                                              | шаурміст                                                        | ру |
| 2018      | ф | Білим по чорному (короткометражний)                          | епізод                                                          | ру |
| 2018      | ф | Зірки                                                        | епізод                                                          | ру |
| 2018      | ф | Як я став російським (Китай, Росія)                          | таксист                                                         | ру |
| 2018      | с | Курортний роман-2                                            | таксист                                                         | ру |
| 2018      | ф | Ну, вітаю, Оксано Соколова!                                  | Іраклій                                                         | ру |
| 2018      | ф | Хлопець із Голлівуду, або Незвичайні пригоди Вені Везунчика  | Гамлет                                                          | ру |
| 2018      | с | Пекар та красуня                                             | Самвел Карапетян, продавець шаурми                              | ру |
| 2018      | ф | Поліцейський з Рубльовки. Новорічне свавілля                 | продавець шаурми                                                | ру |
| 2018      | ф | Роздаюча (короткометражний)                                  | епізод                                                          | ру |
| 2018      | ф | Система-X (не було завершено)                                | полковник ФСБ                                                   | ру |
| 2018      | с | Ульотний екіпаж                                              | Вахтанг                                                         | ру |
| 2019      | ф | Холоп                                                        | Татарин, поплічник Хана                                         | ру |
| 2020      | с | Балабол-4                                                    | торговець на ринку                                              | ру |
| 2020      | с | Ім'я йому Легіон-2. Мундіаль                                 | епізод                                                          | ру |
| 2020      | ф | Любов і монстри (Болгарія, Росія)                            | епізод                                                          | ру |
| 2021      | ф | Вільне кіно. Фестиваль короткометражних фільмів              | фотограф                                                        | ру |
| 2021      | ф | Друг на продаж                                               | Вазген Карапетович, господар ринку                              | ру |
| 2021      | ф | Нормальний тільки я                                          | Юсуф, кухар                                                     | ру |
| 2022      | с | 1703                                                         | вірменин з етикетки                                             | ру |
| 2022      | с | Аврора                                                       | Джин                                                            | ру |
| 2022      | с | Євгенич-2                                                    | співкамерник                                                    | ру |
| 2022      | с | Люся                                                         | приятель батька                                                 | ру |
| 2023      | с | Чарівна ділянка                                              | Рашит                                                           | ру |
| 2023      | с | Відморожені                                                  | Арсен                                                           | ру |
| 2023      | ф | Теща                                                         | прилипала                                                       | ру |
| 2023      | с | Камера Мотор                                                 | рекетир                                                         | ру |
| 2023      | ф | Якось у Тобольську (короткометражний)                        | Карен Георгійович                                               | ру |
| 2024      | ф | Анна та Вано. Ванна та віно (проект оголошено)               | Рафік                                                           | ру |

### Зйомки в кліпах
- 2005 — АнЖ — Природжені вбивці
- 2012 — USB feat. Сергій Жуков — Скажи навіщо

### Зйомки в рекламі
- 2013 — Боулінг-готель «Нові Гірки»[13]

### Телебачення
- 2003 — Заборонена зона (ТНТ) — Костянтин, законний чоловік Оксани[14]
- 2004 — Природний відбір (РЕН ТБ) — учасник та переможець
- 2005 — Слабка ланка (Перший канал) — учасник
- 2007 — Звана вечеря (РЕН ТБ) — учасник та переможець телеглядацького SMS-голосування
- 2007 — Великі перегони (Перший канал) — учасник
- 2007 — Дві правди (НТВ) — гість
- 2008 — Гарні жарти (СТС) — учасник[15]
- 2012—2013 — Даєш молодь! (СТС) — Тофік, маршрутник, друг Рафіка Гаджієва
- 2012—2015 — Говоримо та показуємо (НТВ) — гість
- 2012 — Pro життя (ТВ Центр) — гість
- 2013—2014 — В наш час (Перший канал) — гість
- 2015 — Вулиця Весела (Росія-1) — актор[16]
- 2017 — Зірки зійшлися (НТВ) — гість
- 2018 — Перша передача (НТВ) — учасник
- 2018 — ДНК (НТВ) — гість
- 2019 — Сто до одного (Росія-1) — учасник
- 2024 — Неідеальні зірки (ТВ Центр) — учасник

### Заходи
- 2014 — Фестиваль кінології «Золоте ікло» (Владикавказ) — учасник[17]
- 2023 — Відкриття сезону гольф-клубу Forest Hills (Москва) — ведучий[18]

### Нагороди
- 2006 — Член Гільдії акторів кіно Росії та член Спілки кінематографістів Росії.
- 2006 — Фестиваль комедійних фільмів «Усміхнись, Росія» (Астрахань) — спеціальний приз за виконання ролі другого плану у фільмі Кирила Серебренникова «Зображуючи жертву»[19].

## Інциденти

### Звинувачення комунальників міста Залізничний у втраті 900-тисячного контракту
У лютому 2012 року Ігор подав до суду ТОВ «Кермальна компанія ЖКГ» у зв'язку з втраченою вигодою в 900 тисяч рублів. Актор в прес-службі газети «МК» заявив, що квартиру «під оздоблення» в одній із новобудов Залізничного він зняв у 2007 році, проте так до неї і не переїхав.  Проте Ігор підписав договір з ТОВ «Кермальна компанія ЖКГ», яке обслуговує будинок, і раз на три-чотири місяці справно приїжджав до офісу контори, щоб сплатити за комунальні послуги.
У червні 2010 року Ігор вирушив в Україну, щоб знятися в одній із головних ролей у блокбастері «Янгол 585», але був зупинений прикордонним контролем. Трохи згодом з'ясувалося, що він перебуває у списку «невиїзних» як злісний неплатник. Більше того, актор зі здивуванням дізнався, що ще восени 2009 року «Кермальна компанія ЖКГ» подала на нього до суду і виграла, а в травні він потрапив до списків осіб, яким заборонено залишати кордони країни. За іронією долі, заборгованість в 11 722 рублі, пред'явлену йому комунальниками, він погасив через два дні після вердикту Феміди, не знаючи про судове рішення.  Рішення було винесено 17-го числа, а 19-го він приїхав до Залізничного та сплатив разом 15 тисяч: «Виходить, що компанія навіть не спромоглася передати до суду дані про те, що гроші нею отримані».
У лютому 2012 року актор подав до суду на КК у зв'язку з втратою 900 тисяч рублів — саме стільки склав би його гонорар за роль у фільмі «Янгол 585», якби його пропустили через кордон і контракт не зірвався. І тут Ігоря чекало ще одне розчарування. Нещодавно міський суд Залізничного відмовив йому у позові у зв'язку з тим, що актор так і не довів, ніби два роки тому йому заборонили виїзд із Росії. Ігор запевняє, що суддя виніс рішення, не чекаючи, поки прийде офіційна відповідь із ФСБ.

### Розшук за несплату боргів
У квітні 2024 року актор був оголошений ФССП Росії у розшук через несплату боргів. Гаспарян накопичив боргів на $67,5 тисячі (6,1 млн. рублів), які він не виплачував кілька років. Причиною цього можуть бути проблеми зі здоров'ям. На актора заведено 53 виконавчі провадження.